# Błyskoporek promienisty

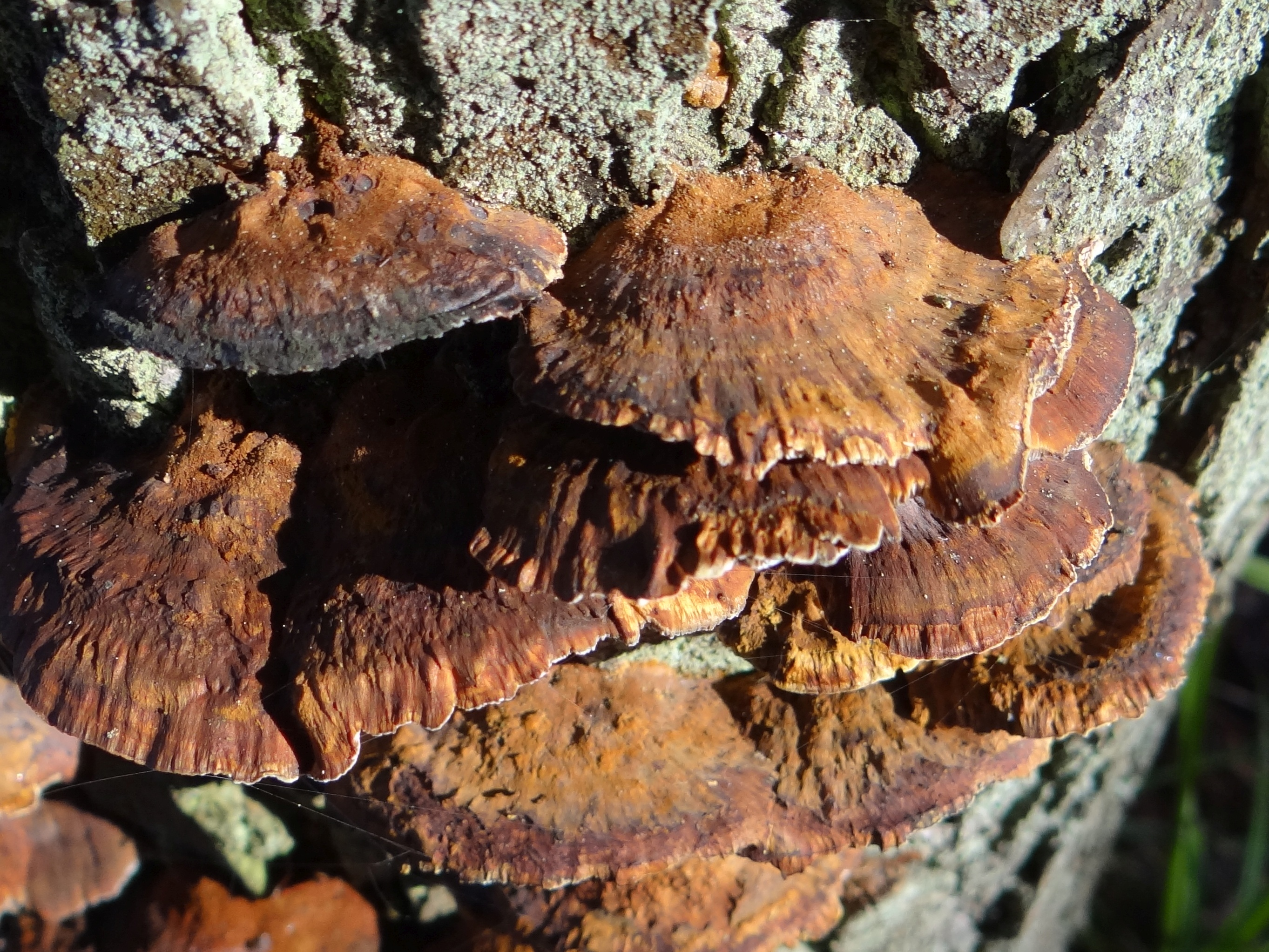

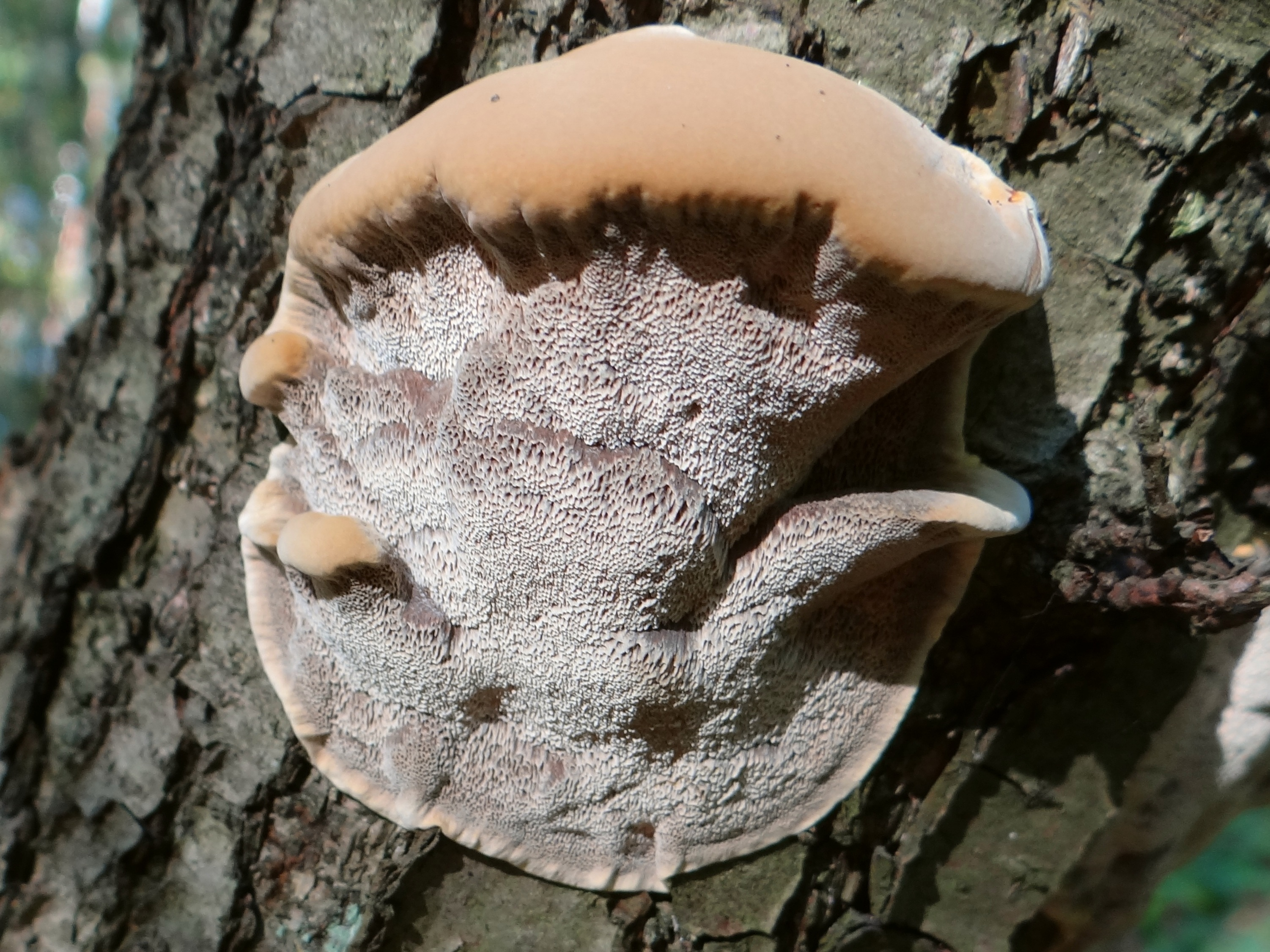
Hymenofor

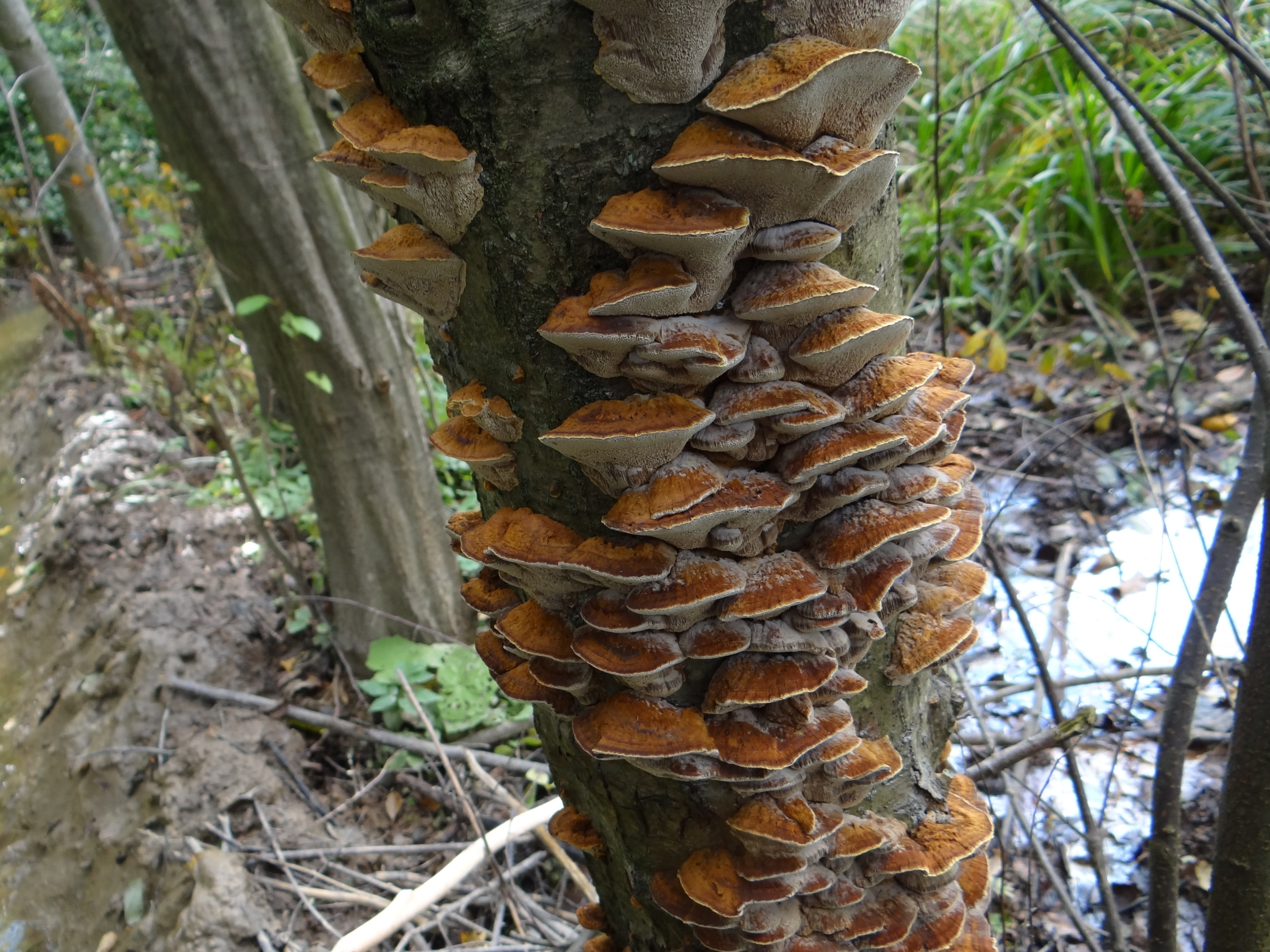
Owocniki zwykle występują licznie

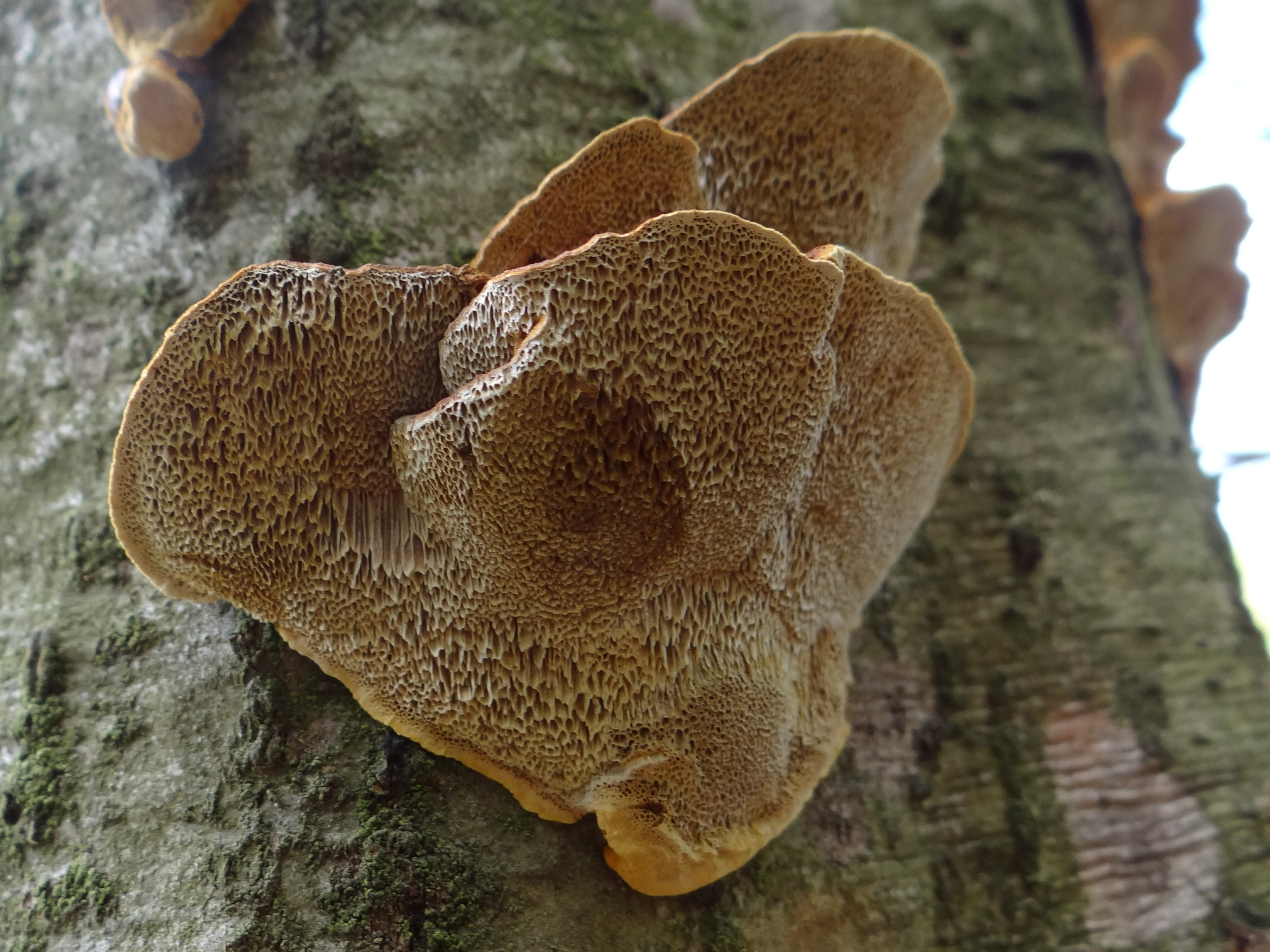

Błyskoporek promienisty (Xanthoporia radiata (Sowerby) Ţura, Zmitr., Wasser, Raats & Nevo) – gatunek grzybów z rodziny szczeciniakowatych (Hymenochaetaceae).

## Systematyka i nazewnictwo
Pozycja w klasyfikacji według Index Fungorum: Xanthoporia, Hymenochaetaceae, Hymenochaetales, Incertae sedis, Agaricomycetes, Agaricomycotina, Basidiomycota, Fungi.
Po raz pierwszy takson ten zdiagnozował w 1799 r. James Sowerby nadając mu nazwę Boletus radiatus. Obecną, uznaną przez Index Fungorum nazwę nadali mu w 2012 r. Ţura, Zmitr., Wasser, Raats i Nevo, przenosząc go rodzaju Xanthoporia. Jest jedynym przedstawicielem tego rodzaju.
Ma ok. 40 synonimów naukowych. Niektóre z nich:

- Boletus radiatus Sowerby 1799
- Inodermus radiatus (Sowerby) Quél. 1886
- Inonotus radiatus (Sowerby) P. Karst. 1881
- Microporus radiatus (Sowerby) Kuntze 1898
- Mensularia radiata (Sowerby) Lázaro Ibiza 1916
- Polyporus radiatus (Sowerby) Fr. 1821
- Polystictus radiatus (Sowerby) Fr. 1886
- Trametes radiata (Sowerby) Fr. 1849

Nazwę polską podał Władysław Wojewoda w 1999 r. W polskim piśmiennictwie mykologicznym gatunek ten opisywany był też jako włóknouszek promienisty, huba promienista i żagiew promienista. W 2012 r. takson ten przeniesiony jednak został do rodzaju Xanthoria, nazwa podana przez W. Wojewodę stała się więc niespójna z nazwą naukową.

## Morfologia
Owocniki
Zawsze występują w grupach, często licznych i ułożone są dachówkowato lub zrastają się z sobą. Do podłoża przyrastają bokiem lub całą podstawą. Pojedynczy owocnik jest rozpostarty lub rozpostarto-odgięty, o kształcie konsolowatym lub półkolistym i ma szerokość (2) 3-8 (10) cm i grubość do 2 cm. Powierzchnia górna jest nierówna, brodawkowata, promieniście pofałdowana i bruzdowana, na młodych owocnikach aksamitna i żółta, później naga i coraz ciemniejsza: jasnoochrowobrązowa, żółtobrązowa, czerwonobrązowa, ciemnobrązowa, w końcu niemal czarna. U młodych owocników brzeg jest okrągły, u starszych ostry, podczas odginania odłamuje się.
Hymenofor
Rurkowaty. Rurki o długości 3–10 mm, tworzące jedną tylko warstwę. Mają kolor od umbrowocynamonowego do rudordzawego, u starszych owocników płowieją. Pory okrągłe lub kanciaste, drobne (na 1 mm mieści się ich 2-4). Są szare i pokryte szarawym nalotem, u starszych owocników stają się żółtobrązowe lub rdzaworude.
Miąższ
Miąższ rdzawobrązowy, u młodych owocników wodnisty, mięsisty, potem staje się coraz bardziej suchy, twardy, korkowaty i łamliwy. Ma grubość do 1 cm.
Gatunki podobne
Podobny morfologicznie jest błyskoporek guzkowaty (Mensularia nodulosa) i również tworzy skupiska owocników, ale rozwija się głównie na bukach, ma mniejsze owocniki, a w hymenium długie i szydłowate szczecinki.
Cechy mikroskopowe
Zarodniki o barwie od żółtej do brązowej, elipsoidalne, gładkie, nieamyloidalne lub słabo amyloidalne, o rozmiarach 5-6,5 × 3–4,5 μm. W hymenium znajdują się nabrzmiałe i haczykowato zagięte, ostre szczecinki brązowego koloru o rozmiarach do 50 × 12 μm.

## Występowanie i siedlisko
Jest szeroko rozprzestrzeniony w Ameryce Północnej, Europie i Azji. W Polsce jest częsty
W lasach liściastych i mieszanych, w parkach, tylko na drzewach i krzewach liściastych, szczególnie na olszy szarej, brzozie brodawkowatej, grabie, leszczynie, topoli osice, rzadziej na innych. Owocniki są jednoroczne, ale przy odpowiednich warunkach pogodowych rozwijają się cały rok. Owocniki pojawiają się zarówno na martwych, jak i żywych gałęziach i pniach.

## Znaczenie
Grzyb niejadalny. Jest saprotrofem lub pasożytem atakującym głównie drzewa osłabione. Zakażenie następuje przez rany. Wywołuje białą zgniliznę drewna, zarówno bielu, jak i twardzieli. Ochrona przed nim polega na wygładzaniu ran i zabezpieczaniu ich środkami grzybobójczymi.